# Polyartemiella judayi
Polyartemiella judayi är en kräftdjursart som beskrevs av Daday 1910. Polyartemiella judayi ingår i släktet Polyartemiella och familjen Chirocephalidae. Inga underarter finns listade i Catalogue of Life.